# 珠海公交26路线
珠海公交26路线，是中华人民共和国广东省珠海市内一条公共汽车路线，往来九洲港及普陀寺。

## 线路简介
- 珠海公交26路线由珠海公交巴士有限公司（原珠海市公共汽车公司）吉大分公司、香洲分公司联合营运。
- 服务时间：九洲港开出：06:10至22:00；普陀寺开出：06:10至22:00。
- 班次间隔：7.2分钟。
- 每日发班：126班。

## 历史
- 26路线於1999年下旬由珠海市公共汽车公司开通，由吉大分公司运营，线路走向为九洲港-公安村。用车为常州长江CJ6100型空调自动排挡公共汽车、常州长江CJ6100G1C3H型自动挡客车及广州牌GZK6100AD型客车，实施无人售票，收费普通车人民币1元；空调车人民币2元。[2]
- 2003年1月，为方便东坑居民往返市区及配合梅溪牌坊、凤凰山风景区旅游发展，本线路由公安村延伸至凤凰山，增停“梅溪牌坊”、“农科奇观”、“东坑市场”、“东坑”等站，返程同途。[3]
- 2005年，珠海公汽上调票价，该线路普通车票价调整为1.5元/人，空调车票价调整为2.5元/人，同时启动普通卡、学生卡乘车优惠。同年该线路延伸至普陀寺，并加入上饶SR6995H型空调客车运行。
- 2008年，香洲分公司加入运营，该线路全部车辆更换为厦门金龙XMQ6112G2型（全数为自动排挡，包括普通车和空调车）客车运行。
- 2011年6月28日，珠海公交对旗下所有巴士线路票价进行调整，该线路空调车票价调整为2元/人，普通车票价维持不变。
- 2011年12月，因车务调整，该线路厦门金龙XMQ6112G2型巴士逐渐被替换为厦门金龙XMQ6119G型空调巴士、郑州宇通ZK6108HGC型空调巴士、郑州宇通ZK6108HGC型非空调巴士、厦门金龙XMQ6119G型空调巴士、郑州宇通ZK6108HGB型非空调巴士，并加密班次、延长服务时间。
- 2012年3月，该线路开通岭南通刷卡服务。
- 2012年9月，因应翠香路自西向东方向实行交通管制，该线路往九洲港方向，改走“紫荆路—沿河东路—凤凰北路”接回原线，不再停靠“翠香中”东行站，增加停靠“为农市场”东行站。
- 2014年2月5日，受珠海有轨电车1号线工程施工及梅华路实行部分路段全封闭的交通管制影响，本线路往“普陀寺”方向经“金桦花园”站后，改经红山路—香华路—健民路—心华路—敬业路—创业路—蓝盾路行驶，接回“交警支队”站，取消“行政服务中心”、“中级人民法院”、“梅华中”、“一中”、“勇达大厦”站，增停“体育中心南”、“红山北”、“富康花园”、“旺角百货”、“葵竹苑”及“一职校”站；往“九洲港”方向经“交警支队”站后，改经蓝盾路—创业路—敬业路—心华路—健民路—香华路—红山路行驶，接回“金桦花园”站，取消“勇达大厦”、“一中”、“梅华中”、“行政服务中心”站，增停“一职校”、“葵竹苑”、“旺角百货”、“富康花园”及“体育中心南”站。[4]
- 2014年10月，梅华路改造完畢，本線路恢復原線行駛。